# (9085) 1995 QH2
A (9085) 1995 QH2 a Naprendszer kisbolygóövében található aszteroida. Yoshisada Shimizu és Urata Takesi fedezte fel 1995. augusztus 24-én.